# 日和香幼稚園
日和香幼稚園（ひわかようちえん）は、福岡県大野城市にある、私立幼稚園。

## 概要

### 沿革
- 1951年 - 福岡市福祉事務所の懇請を受けて、福岡市西新に日若保育園を設立。
- 1955年 - 日和香幼稚園として認可を得る。
- 1966年 - 　当時の顧問、筑紫女学園理事の水月文英、九州大学医学部教授の池見酉次郎と相談し、1km以内にほかの幼稚園がなかったことから、県の許可を得て下大利へ移転。

### 年表
- 1951年 - 日若保育園設立
- 1952年 - 1962年 - 西南学院大学児童教育科実習園
- 1955年 - 日和香幼稚園設立
- 1966年 - 大野城市下大利へ移転
- 2005年 - 博多大丸エルガーラホールにて55周年展
- 2010年 - 60周年記念講演会を実施
- 2012年 - 全国学校園庭ビオトープコンクール協会賞受賞

### 教育目標
- 生命への畏敬
- 良い社会性を育てる
- 脳を育てる
- 少人数制教育
- 愛と信頼による保育

### 園の行事
- 4月 - 入園式・歓迎遠足
- 5月 - 鯉のぼりつくり・花祭り・カレーライスつくり
- 6月 - 夏野菜の植え付け・お芋畑つくり・お父さんと遊ぶ日
- 7月 - 七夕お遊戯会・プール開き
- 8月 - 夏期保育・花火大会
- 9月 - 運動会
- 10月 - 秋の遠足・冬野菜植え付け
- 11月 - 七五三参拝・作品展・お芋ほり・収穫祭
- 12月 - 成道会お遊戯会
- 1月 - たこあげ大会・鏡開き
- 2月 - 豆まき・卒業記念品制作
- 3月 - おひな祭りお遊戯会・卒業式

- 冬以外は、下駄履き素足で登園。園内は素足。
- 書・画・制作などのものつくりがさかん。
- 実物による実践教育に重きをおいている。

### 園で実施しているボランティア活動など
- 地域猫の飼育
- 地域の清掃

## 交通
- JR鹿児島本線水城駅より徒歩8分
- JR鹿児島本線大野城駅より徒歩10分
- 西鉄下大利駅より徒歩5分
- 西鉄バス下大利一丁目バス停より徒歩2分

## 教職員
園長 高野博子
- 西南学院大学児童教育科卒
- 医療法人若杉発達研究所元所長
- 1967年 - 文部省からの委託で福岡県の私立幼稚園教育課程案（年間カリキュラム）編成の委員となる。
- 1968年 - 日本私立幼稚園連合会創立20周年記念大会実行委員
- 1997年 - 私立学校教育功労者として表彰される
- 書・油彩で福岡県展に入選
- 福岡市民文芸祭入選
- 盆石・華道・琴の師範

## 日和香幼稚園出身の著名人
- 安原いちる - 漫画家
- 倉野憲比古 - 推理小説作家
- 浜崎惟 - 歴史研究家